# Odynerus manifestus
Odynerus manifestus är en stekelart som beskrevs av Cresson 1872. Odynerus manifestus ingår i släktet lergetingar, och familjen Eumenidae. Inga underarter finns listade i Catalogue of Life.